# Siwanoy
Siwanoy (kod Sultzmana i Sinanoy) /“southern people,” /, pleme algonquian Indijanaca koje je pripadalo plemenskom savezu (konfederaciji) Wappinger. Živjeli su u obalnom području Long Island Sounda, Eastchester Baya i Pelham Baya, između Connecticuta (okruzi Westchester i dio Fairfielda) i južnog Bronxa i Five Mile Rivera. Njihova naselja bili su prije logori nego prava sela. Živjeli su od prirodnih resursa do kojih su dolazili lovom, ribolovom po zaljevima i sakupljanjem oraha i drugih šumskih plodova.
Siwanoyi su nestali kao i ostala wappingerska plemena u ratovima koja su vodili s Nizozemcima do od 1640 do 1645 godine. 
Naselja: Cassacuhque, Noroaton (Roatan), Norwauke (Norwalk), Poningo i Sioascauk i Shippan.